# Ciudad Imperial (Pekín)

Localización de la Ciudad Imperial dentro de las murallas de Pekín

La Ciudad Imperial (en chino, 北京皇城; pinyin, Běijīng Huángchéng; manchú: Dorgi hoton, literalmente "el centro de la ciudad") es una sección de la ciudad de Pekín construida durante las dinastías Ming y Qing, que contiene en su interior a la Ciudad Prohibida. Se refiere a la colección de jardines, santuarios y otras zonas de servicio entre la Ciudad Prohibida y el casco urbano del antiguo Pekín. La Ciudad Imperial estaba rodeada por una muralla y se accedía a ella mediante seis puertas. Incluye lugares históricos como la Ciudad Prohibida, Tiananmen, Zhongnanhai, el Parque Beihai, el Parque Zhongshan, el Parque Jingshann, El Templo Imperial Ancestral, y Xiancantan.

## Construcción

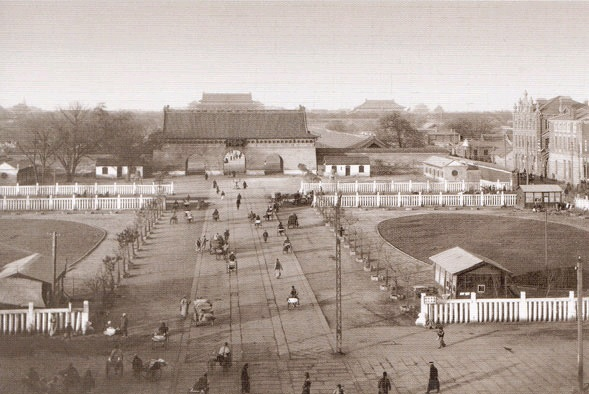
La Puerta de China, antiguamente la puerta de entrada oficial a la Ciudad Imperial. Esta vista es desde Zhengyangmen. Detrás de la Puerta de China está Tiananmen y la Ciudad Prohibida.

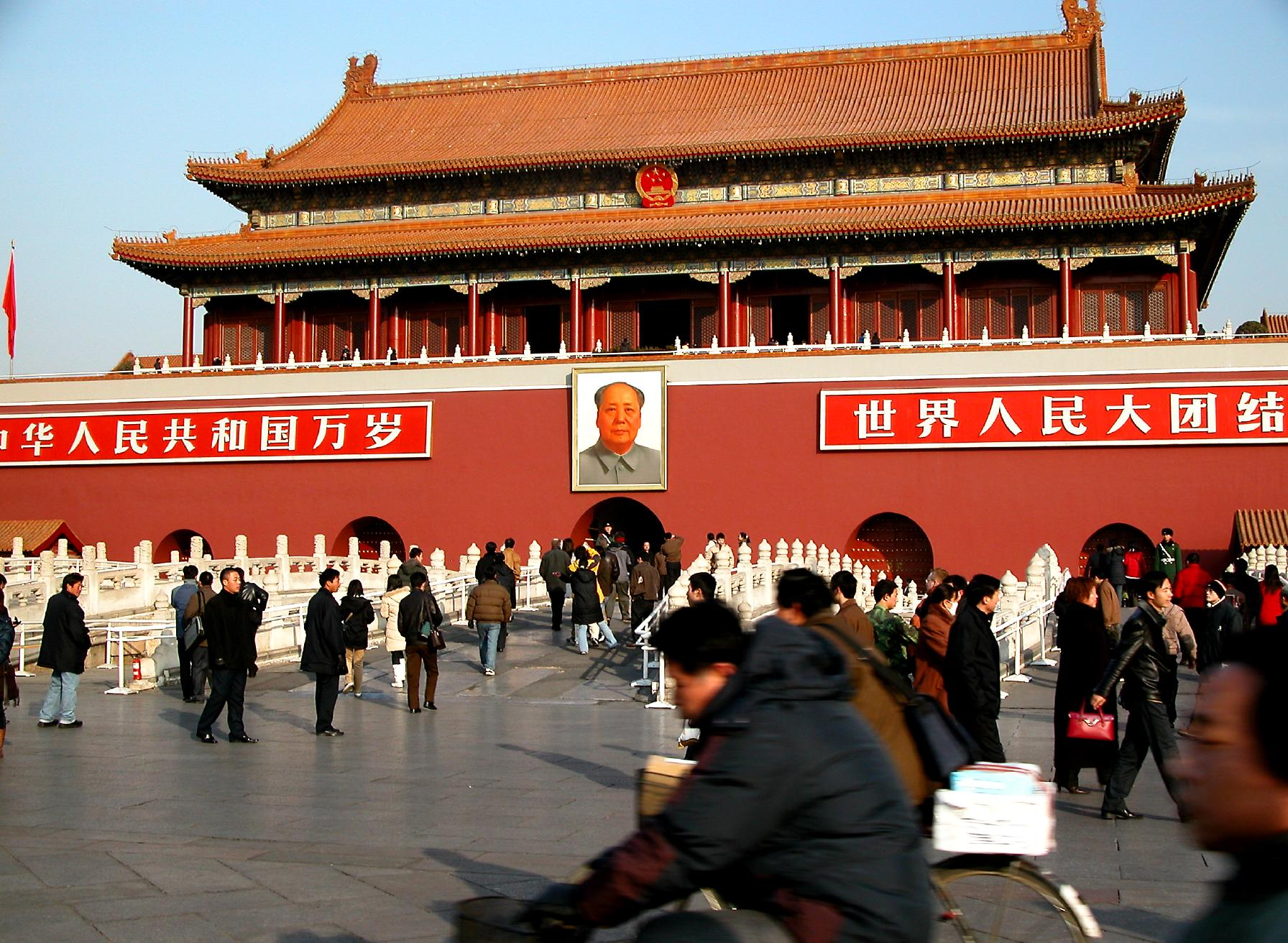
Tiananmen, la puerta sur de la Ciudad Imperial

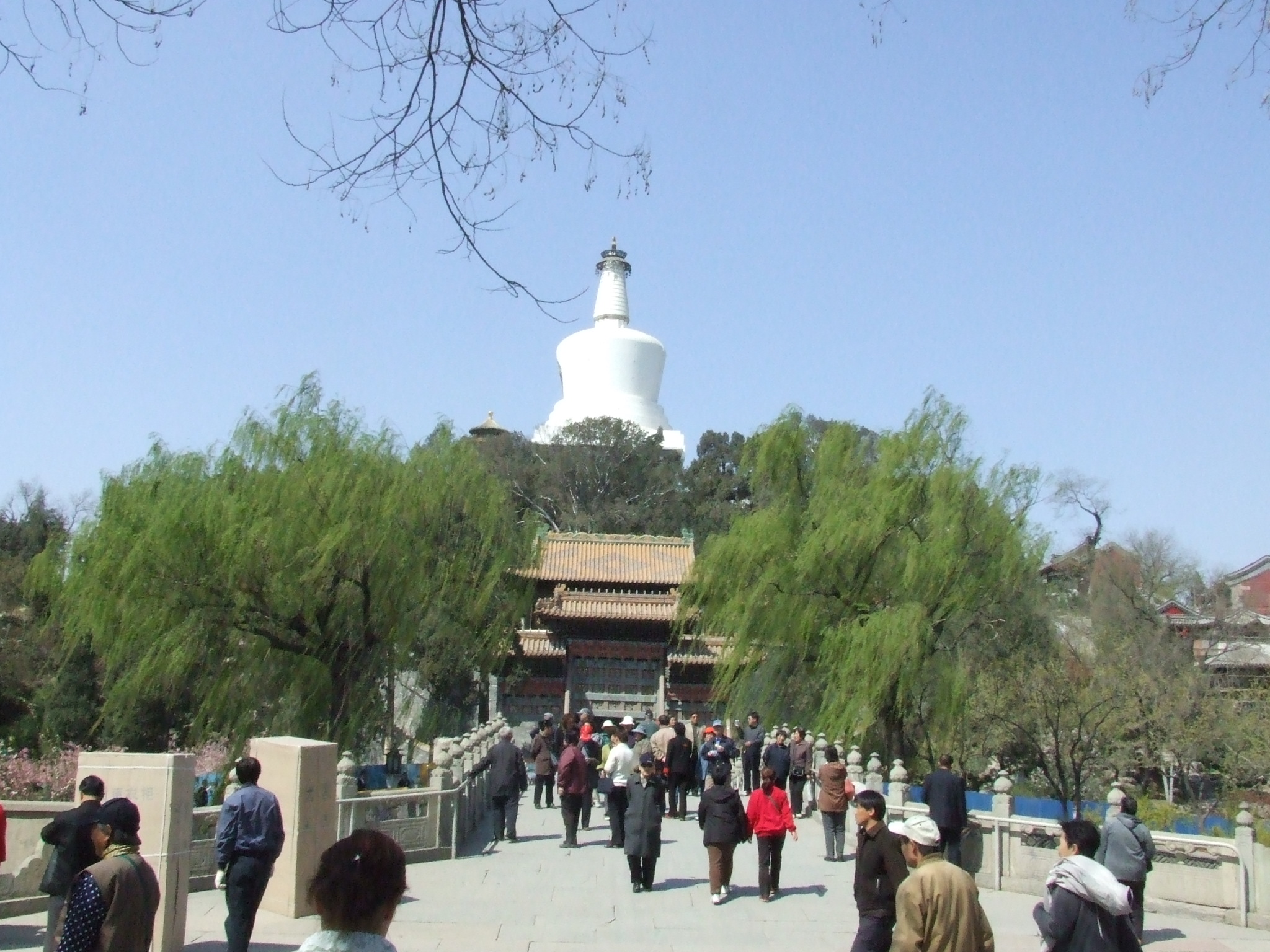
El Parque Beihai, antiguo jardín imperial centrado en uno de los lagos que cubre la mayor parte del oeste de la Ciudad Imperial.

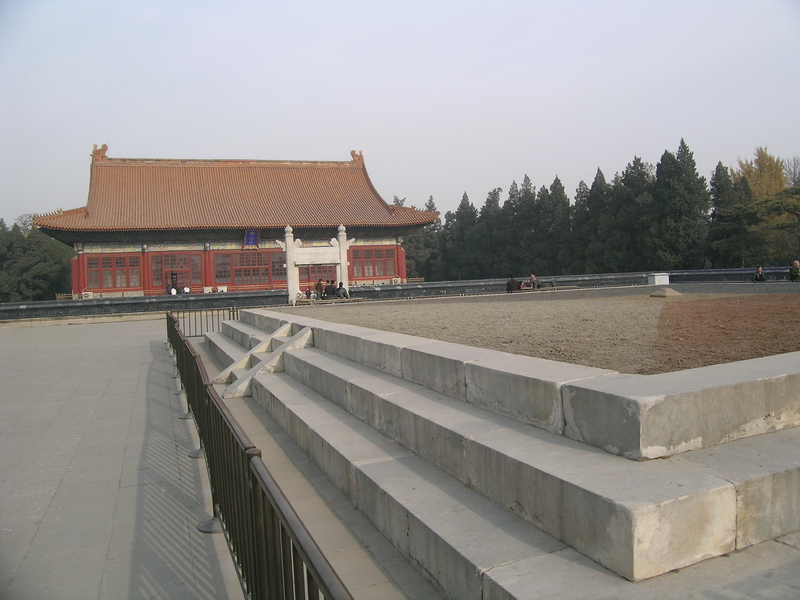
El Altar de la Tierra y las Cosechas en la Ciudad Imperial, construido en el 1421. El recinto del altar es en la actualidad Parque Zhongshan.

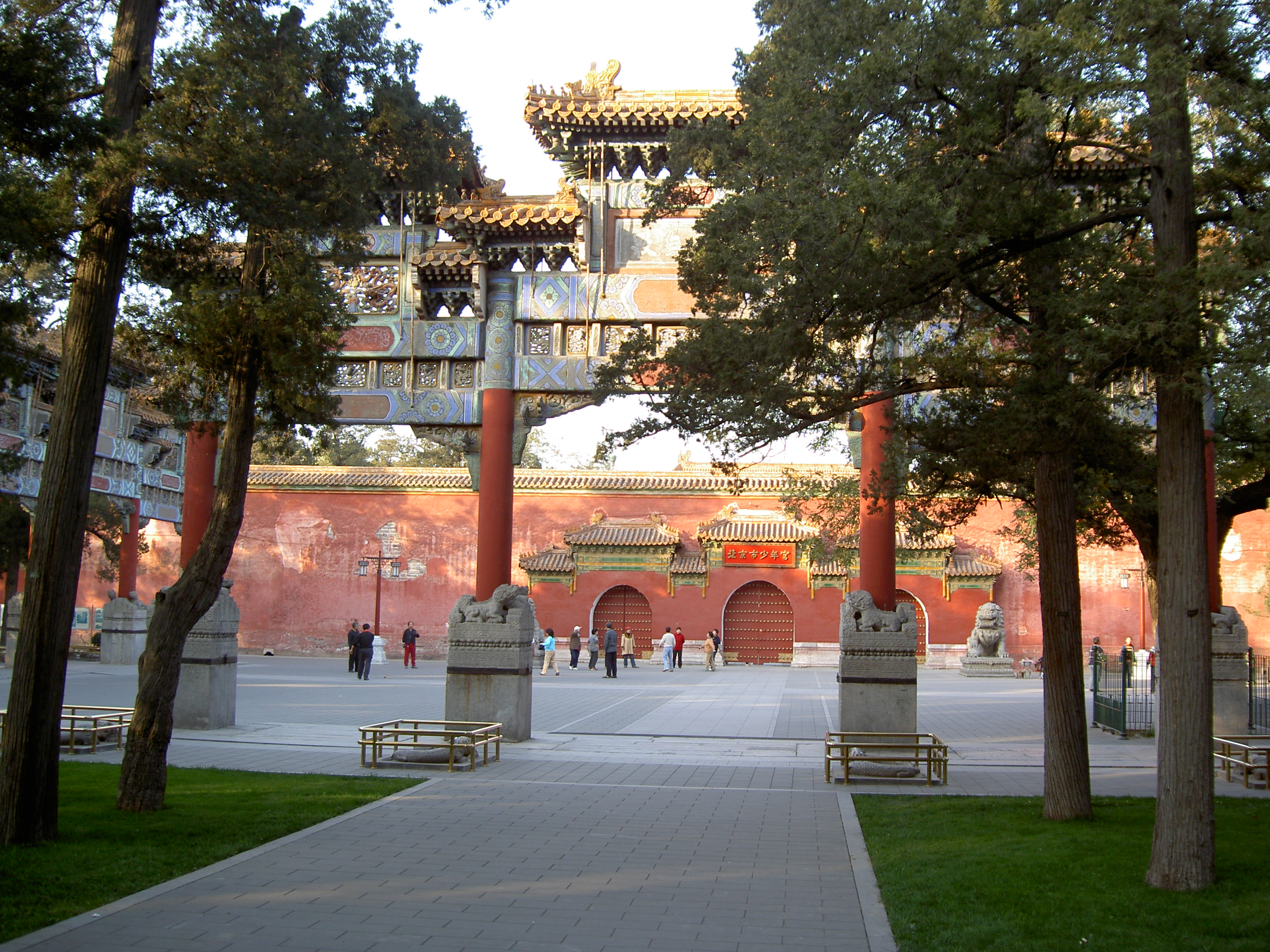
La Colina Jingshan, una colina artificial con cinco picos situada al norte de la Ciudad Prohibida

Durante la Dinastía Yuan, Pekín era conocida como Dadu, y la Ciudad Imperial formaba el centro de la ciudad. En 1368, los ejércitos de la Dinastía Ming conquistaron Dadu, y cambiaron su nombre a "Beiping" (cuyos dos caracteres significan "norte" y "paz" o "pacificada"), y trasladaron la capital a Nanjing. La mayoría de la Ciudad Imperial sobrevivió a la guerra; sin embargo, en 1369, el emperador Hongwu ordenó que se demoliera.
En 1370, Zhu Di, cuarto hijo del emperador Hongwu, fue investido Príncipe de Yan, con residencia en Beiping. En 1379 construyó un palacio principesco dentro de la Ciudad Imperial de la Dinastía Yuan. 
En 1399, Zhu Di lanzó a golpe de Estado y ascendió al trono para convertirse en el emperador Yongle en 1402. En 1403, el nombre de Beiping se cambió a Beijing (literalmente "capital del norte"), y en 1406 se elaboró un plan para trasladar la capital a Pekín.
En 1406, comenzó la construcción de la Ciudad Prohibida, copiando el diseño de los palacios de Nanjing. El nuevo palacio imperial se construyó al este del palacio Yuan, para colocar al palacio Yuan en la posición del "Tigre Blanco" o "Matar" del feng shui. También por razones del feng shui, la tierra excavada de la construcción del foso se usó para construir la Colina Jingshan al norte del palacio imperial.
Sobre la base de la Ciudad Imperial Yuan, la zona se expandió para englobar los lagos de Zhongnanhai y Beihai y una importante superficie adicional.

## Dinastía Ming
La Ciudad Imperial se centra en la Ciudad Prohibida. Al oeste de la Ciudad Prohibida están Zhongnanhai y Beihai, que estaban rodeados por jardines imperiales y conocidos colectivamente como Parque del Oeste.
Al sur de la Ciudad Prohibida están el Santuario Imperial de la Familia o Templo Imperial Ancestral (太庙) y el Santuario del Estado (太社稷). Más al sur estaba el "Pasillo de los Mil Pasos", a cada lado del cual están las oficinas de varios ministerios del gobierno.
Hay seis puertas en las murallas de la Ciudad Imperial. En el sur está la Gran Puerta Ming (renombrada posteriormente Gran Puerta Qing y Puerta de China). Detrás de la Gran Puerta Ming estaba Chengtianmen (renombrada posteriormente Tian'anmen, "Puerta de la Paz Celestial"). A cada lado de Tian'anmen estaban la Puerta Chang'an Izquierda y la Puerta Chang'an Derecha. Al este estaba Donganmen ("Puerta de la Paz Oriental"); al oeste estaba Xi'anmen ("Puerta de la Paz Occidental"). En el norte estaba Houzaimen (renombrada posteriormente Di'anmen, "Puerta de la Paz Terrenal").
La Ciudad Imperial también albergó varios edificios de servicios para el palacio imperial, almacenes, templos taoístas y un palacio para el Nieto Imperial.

## Dinastía Qing
Tras la caída de la Dinastía Ming, los gobernadores Qing eliminaron la mayoría de los edificios de servicio. Aparte de una zona estecha que rodeaba los lagos de Zhongnanhai y Beihai, la parte occidental de la Ciudad Imperial se otorgó a príncipes y miembros de las Ocho Banderas como terreno residencial. Del mismo modo, aparte de un pequeño número de almacenes, la parte oriental de la Ciudad Imperial también se otorgó a miembros de las Ocho Banderas. A la colección de templos de la Ciudad Imperial se añadió una iglesia católica en la costa occidental de Zhongnanhai.

## República de China hasta la actualidad
Tras la caída de la Dinastía Qing en 1912, el gobierno de la República de China se apoderó la Ciudad Imperial. Zhongnanhai fue, durante un tiempo, convertido en el Palacio Presidencial. Los Santuarios Imperiales se convirtieron en parte del Museo de Palacio. Beihai y Jingshan se transformaron en parques públicos. La mayoría de los antiguos templos y almacenes imperiales se transformaron gradualmente en residencias privadas.
En 1912, durante un golpe de Estado del caudillo Cao Kun, la puerta de Donganmen fue destruida por un incendio. En 1914, se demolió el Pasillo de los Mil Pasos para construir el parque Zhongshan, en honor a Sun Yat-sen. En 1915, para mejorar el tráfico, se demolió gran parte de la muralla que rodeaba la Ciudad Imperial. Después de que la capital se trasladara a Nanjing, Zhongnanhai se convirtió en un parque público.
En 1949, se estableció en Pekín la República Popular China. En los siguientes años se demolieron la Puerta de China, la Puerta Chang'an Izquierda, la Puerta Chang'an Derecha, las otras tres puertas del este y el oeste y Di'anmen. Zhongnanhai se convirtió el la residencia del nuevo gobierno, albergando la sede central del Partido Comunista de China y el Consejo de Estado. Muchos de los edificios que sobrevivieron en el antiguo jardín se demolieron.
La zona al oeste del parque Beihai fue ocupada por el Departamento de Defensa, con un gran edificio de oficinas que domina el paisaje del parque. La mayoría de los templos de la Ciudad Imperial fueron ocupados por unidades del Ejército Popular de Liberación. Algunos de estos edificios continúan ocupados y se encuentran en mal estado. 
En la última década, el gobierno municipal de Pekín ha restaurado varios de estos templos, y establecido un parque alrededor de las secciones que sobreviven de la muralla de la Ciudad Imperial. Se elaboraron planes para trasladar gradualmente las instituciones que ocupaban edificios históricos. En 2004, se renovó una ordenanza de 1984 relativa a la altura de los edificios y las restricciones de planeamiento para establecer la zona de la Ciudad Imperial y el norte de la ciudad como una zona de protección de la Ciudad Prohibida. En 2005, se lanzó una propuesta para incluir la Ciudad Imperial y Beihai como una extensión de la Ciudad Prohibida, declarada Patrimonio de la Humanidad.